# Џет-сет
Џет-сет је назив потекао из енглеског језика (енгл. jet set) којим се означава посебна група припадника више класе, или „отменог друштва“, чији животни стил карактеришу честа путовања млазним авионима на егзотичне локације и/или јавно уживање у луксузу и забавама недоступним већини људи. 

## Етимологија и историјат
Синтагму џет-сет први је осмислио Игор Казини (Igor Cassini), новинар Њујоршког журнала (New York Journal) и први супруг Нађе Казини (Nadia Cassini). Израз је настао првих година друге половине  20. века у Америци, када су се појавиле прве комерцијалне авио-линије на интерконтиненталним дестинацијама, тј. када је 1952. туристичка агенција „Хевиленд комет” почела да организује туристичке летове млазним авионима, који из финансијских разлога нису били доступни просечним грађанима западних и других земаља. Већ наредне године један лист у Сан Франциску са иронијом је писао: 
| „ | Прави сте припадник џет-сета ако се на плажи држите песка и никада не силазите да скочите у океан. | ” |

Израз џет-сет потиче из енглеског језика, односно изведен је од  речи „jet“ која означава млазни авион. Израз џет-сет, заправо је кованица настала од енглеске речи jet која изворно још из 16. века значи млаз (пре свега воде), а од 1943. године користи се за млазни авион jet еngine или скраћено jet и речи set (једне од енглеских речи са највише значења) и која самостално као именица значи између осталог; комплет, збирка, скуп људи и свима познат сет у спортској терминологији. 
Израз којим се овде бавимо по српском драматургу Јовану Ћирилову могао би да се преведе и као  – „друштванце из млазњака.“
Првобитни чланови ове елите били су људи који прво нису желели да се појаве на јавним местима као што су ресторани и ноћни клубови, где су папараци, могли да их фотографишу, а данас то све више желе. Припадници џет-сет друштва у то време су могли релативно брзо и сигурно да путују млазним авионима између највећих метропола као што су Њујорк, Лос Анђелес, Париз, Рим и тако одлазе на одмор и уживају на најексклузивнијим локацијама као што су Акапулко, Француска ривијера и Бермуди.
Прву генерацију добростојећих људи џет-сета, која је била је у стању да проведе викенд у Паризу или у Рим само да би присуствовала ексклузивним журкама, најбоље је приказао Федерико Фелини у свом филму  „Сладак живот“ („La dolce vita“, 1960).

## Џет-сет и џетлег
Из израза џет-сет и животног стила ове групе изведена је и назив за болест летења, џетлег, која је код њих прво уочена. Тешко је рећи, са сигурношћу, када је настао и ко је осмислио појам, али, џетлег је први пут коришћен у новинама Лос Анђелес тајмс у чланку објављеном 13. фебруара 1966. од стране америчког колумнисте Хораса Сатона;
| „ | Ако сте члан џет-сета, и одлетите у Катманду на кафу са краљем Махендром, можете рачунати на појаву џетлега, неки облик изнурености до мамурлука. Џетлег настаје из једноставне чињенице да „млазњаци“ путују тако брзо да је ритам вашег тела у заостатку „писао је Хорас Сатон (Horace Sutton)“,. | ” |

У овом и другим све бројнијим написима, појам џетлег коришћен је више или мање иронично него што се тада сматрало да је он једна од нових „савремених болести“ која ће овладати светом. Колумнисти су често овој поремећај сврставали у „групу шик болести“ (енгл. One of the chic new ailments) светског џет-сета.

## Џет-сет у 21. веку
Када су путовања млазним авионом постала масовна појава, доступна и средњој класи, израз џет-сет се и даље задржао. Али се данас он користи да означи ону групу људи који у сврху путовања користиле луксузно опремљене приватне млазне авионе.
Последњих неколико десетина година појам џет-сета се све више проширио по свету, па и у Србији. Да би неко био припадник џет-сета довољно је да тај слој друштва има довољно средстава да се у слободним часовима препусти одмору по скупим летовалиштима, па макар путовао и другим превозним средствима а не само млазњаком (нпр јахтама, крузерима, хеликоптерима итд).
Џет-сетери 21. века су веома често усамљена бића изгубљена на пучини површних познанстава. Рукују се с људима, и то их умирује. Сваки нов сусрет са новом дестинацијом за њих представља трофеј. Не тако често џет-сетери се препуштају илузији о сопственој важности док поздрављају познате личности, макар они сами ништа живо не умеју да ураде. И увек удесе тако да посећују искључиво изразито бучна места, како ни са ким не би морали да причају. Славља и посете новим дестинацијама, на којима их мали број људи познаје, за џет-сетере су богомдани услови, као би могли да сакрију оно што им је на памети.